# Józef Unger

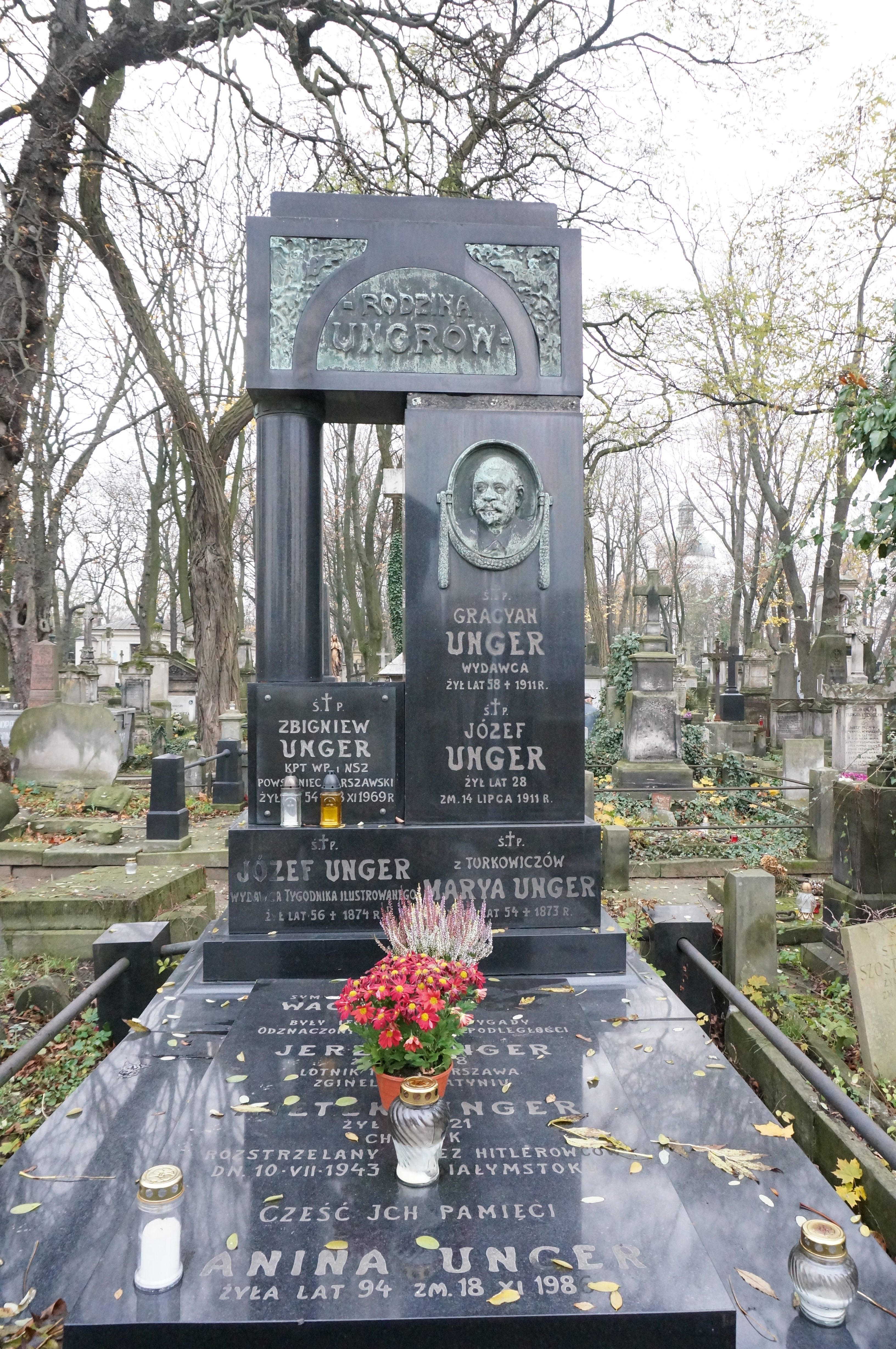
Grobowiec Ungerów

Józef Unger (ur. 13 kwietnia 1817 w Warszawie, zm. 20 lutego 1874 tamże) – polski drukarz, księgarz i wydawca.

## Życiorys
Pochodził ze spolonizowanej rodziny żydowskiej. Uczył się w szkole pijarów, a następnie terminował w drukarni „A. Gałęzowski i Komp.”. Od 1842 prowadził własną drukarnię, która rozrosła się do zakładu zatrudniającego ponad stu pracowników w 1874.
Od 1846 wydawał Józefa Ungra Kalendarz Warszawski Popularno-Naukowy, którego redaktorem był Hipolit Skimborowicz. W latach 1851–1856 był wydawcą Dziennika Warszawskiego, od 1859 Tygodnika Ilustrowanego, a od 1863 Wędrowca, czasopisma podróżniczego w języku polskim. Wydawał również dzieła Józefa Ignacego Kraszewskiego, Henryka Rzewuskiego i Deotymy. Z Tygodnikiem Ilustrowanym współpracowali jako ilustratorzy Juliusz Kossak, Franciszek Kostrzewski, Henryk Pillati, Jan Feliks Piwarski, Jan Styfi.
W 1872 założył, wraz z Władysławem Banarskim, księgarnię i skład nut przy Krakowskim Przedmieściu.
Był znanym filantropem.
Został pochowany na cmentarzu Powązkowskim 22 lutego 1874 (kwatera 156 rząd 3 miejsce 16-17). Po jego śmierci przedsiębiorstwo prowadził adoptowany syn Gracjan Jeżyński (1853–1911), który używał nazwiska Unger.